# Centre rhénan d'art contemporain
 (octobre 2021).
La mise en forme du texte ne suit pas les recommandations de Wikipédia : il faut le « wikifier ».
Les points d'amélioration suivants sont les cas les plus fréquents. Le détail des points à revoir est peut-être précisé sur la page de discussion.
- Les titres sont pré-formatés par le logiciel. Ils ne sont ni en capitales, ni en gras.
- Le texte ne doit pas être écrit en capitales (les noms de famille non plus), ni en gras, ni en italique, ni en « petit »…
- Le gras n'est utilisé que pour surligner le titre de l'article dans l'introduction, une seule fois.
- L'italique est rarement utilisé : mots en langue étrangère, titres d'œuvres, noms de bateaux, etc.
- Les citations ne sont pas en italique mais en corps de texte normal. Elles sont entourées par des guillemets français : « et ».
- Les listes à puces sont à éviter, des paragraphes rédigés étant largement préférés. Les tableaux sont à réserver à la présentation de données structurées (résultats, etc.).
- Les appels de note de bas de page (petits chiffres en exposant, introduits par l'outil «  Source ») sont à placer entre la fin de phrase et le point final[comme ça].
- Les liens internes (vers d'autres articles de Wikipédia) sont à choisir avec parcimonie. Créez des liens vers des articles approfondissant le sujet. Les termes génériques sans rapport avec le sujet sont à éviter, ainsi que les répétitions de liens vers un même terme.
- Les liens externes sont à placer uniquement dans une section « Liens externes », à la fin de l'article. Ces liens sont à choisir avec parcimonie suivant les règles définies. Si un lien sert de source à l'article, son insertion dans le texte est à faire par les notes de bas de page.
- La présentation des références doit suivre les conventions bibliographiques. Il est recommandé d'utiliser les modèles {{Ouvrage}}, {{Chapitre}}, {{Article}}, {{Lien web}} et/ou {{Bibliographie}}. Le mode d'édition visuel peut mettre en forme automatiquement les références.
- Insérer une infobox (cadre d'informations à droite) n'est pas obligatoire pour parachever la mise en page.

Pour une aide détaillée, merci de consulter Aide:Wikification.
Si vous pensez que ces points ont été résolus, vous pouvez retirer ce bandeau et améliorer la mise en forme d'un autre article.

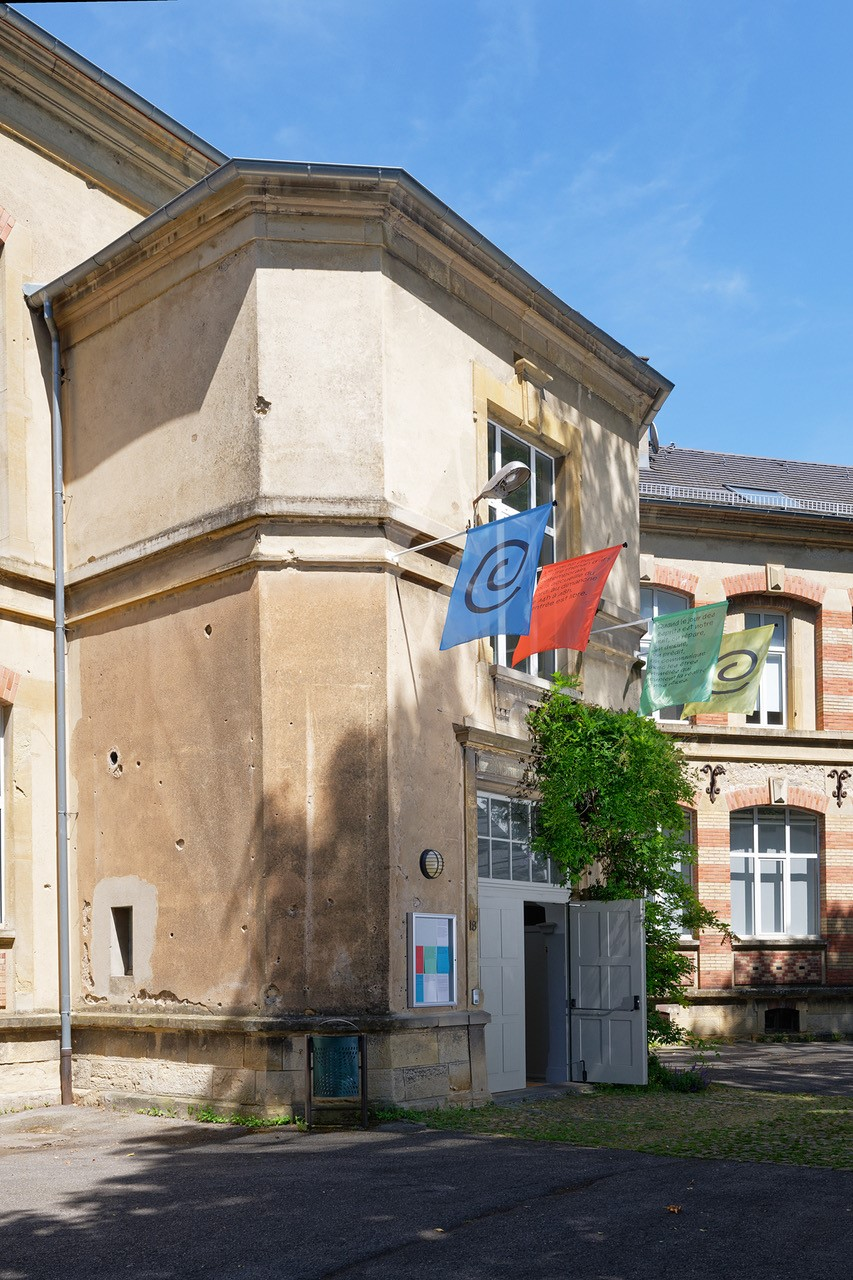
Entrée du centre d'art.

Le CRAC Alsace, Centre rhénan d'art contemporain est un centre d'art fondé en 1992 à Altkirch, en France, dans l'ancien lycée de la ville. Composé de trois expositions par an, son programme est accompagné de publications, de résidences, et d'actions de médiation. Le CRAC Alsace est soutenu dans ses missions par la Ville d’Altkirch, la Collectivité européenne d'Alsace, la Région Grand Est et le Ministère de la Culture. Plusieurs directions se sont alternées depuis sa création: Jean-Claude Altoé, Hilde Teerlinck (en), Sophie Kaplan, et, depuis 2013, Elfi Turpin. Du fait de sa situation géographique à la frontière de la Suisse et de l'Allemagne, le centre d'art propose un programme fortement international. Depuis 2022, le CRAC Alsace est labellisé "centre d'art contemporain d'intérêt national" par le Ministère de la Culture.

## Expositions
- 2017: Zigzag Incisions: Armando Andrade Tudela, Raven Chacon, Tania Pérez Córdova & Francesco Pedraglio, Roberto Evangelista, Ximena Garrido-Lecca, Seulgi Lee, Pierre Leguillon, Felipe Mujica, Edit Oderbolz, Blinky Palermo, Falke Pisano, Julia Rometti, Jorge Satorre[8].
- 2017: e a u: Jarbas Lopes.
- 2017: On Glaciers and Avalanches: Irene Kopelman.
- 2018: Il Pleut, Tulipe: Pedro Barateiro, Simon Bergala, Elise Florenty & Marcel Türkowsky, Samir Ramdani, Melanie Smith, Jessica Warboys.
- 2018: Travailler et alors ne pas travailler: Armando Andrade Tudela[8].
- 2018: Water your garden in the morning: Edit Oderbolz.
- 2019: Le jour des esprits est notre nuit: Lázara Rosell Albear & Sammy Baloji, Meris Angioletti, Minia Biabiany, Oier Etxeberria, Tamar Guimarães & Kasper Akhøj, Sheroanawe Hakihiiwe, Candice Lin, Sean Lynch, Beatriz Santiago Muñoz[8].
- 2019: Le couteau sans lame et dépourvu de manche: Meris Angioletti, Tarek Lakhrissi, Candice Lin, Beatriz Santiago Muñoz, Liv Schulman, Marnie Slater, P. Staff, Lena Vandrey.
- 2020: Between Ears New Colours: Elena Narbutaitė, Rosalind Nashashibi, Hagar Schmidhalter[8].
- 2021: Eurropa: Liv Schulman
- 2021: Veste noire, sweat-shirt gris: Jorge Satorre
- 2021: Fascination: Benjamin Seror
- 2022: Love Song: Pedro Barateiro
- 2022: Œil—Flamme: Jonathas de Andrade
- 2022: Les quatre points cardinaux sont trois: le sud et le nord: Amilcar Packer, Anita Ekman, Arely Amaut et Colectiva Radio Apu, Denise Ferreira da Silva et Arjuna Neuman, Sheroanawe Hakihiiwe, Ayrson Heráclito, Mauricio Iximawëteri Yanomamɨ, Runo Lagomarsino, Emma Malig, Ana Mogli Saura, Sérgio Pukimapɨweiteri Yanomamɨ, Ventres da Mata Atlântica, Carla Zaccagnini, Raúl Zurita; ainsi que des dessins de la Collection Claudia Andujar, et des objets du Musée de la Mine et de la Potasse de Wittelsheim et du Musée de la Régence d’Ensisheim.